# العلاقات البوتانية النيوزيلندية
العلاقات البوتانية النيوزيلندية هي العلاقات الثنائية التي تجمع بين بوتان ونيوزيلندا.

## مقارنة بين البلدين
هذه مقارنة عامة ومرجعية للدولتين:
| وجه المقارنة                                              | بوتان          | نيوزيلندا                                              |
| --------------------------------------------------------- | -------------- | ------------------------------------------------------ |
| المساحة (كم2)                                             | 38.39 ألف      | 268.02 ألف                                             |
| عدد السكان (نسمة)                                         | 807.61 ألف     | 4.24 مليون                                             |
| الكثافة السكانية (ن./كم²)                                 | 21.04          | 15.82                                                  |
| العاصمة                                                   | تيمفو          | ويلينغتون، أوكلاند                                     |
| اللغة الرسمية                                             | لغة دزونكا     | لغة إنجليزية، اللغة الماورية، لغة الإشارة النيوزيلندية |
| العملة                                                    | نغولترم بوتاني | دولار نيوزيلندي، الجنيه النيوزيلندي                    |
| الناتج المحلي الإجمالي (بليون دولار)                      | 2.51 مليار     | 205.85 مليار                                           |
| الناتج المحلي الإجمالي (تعادل القوة الشرائية) بليون دولار | 6.49 مليار     |                                                        |
| الناتج المحلي الإجمالي الاسمي للفرد دولار أمريكي          | 2.66 ألف       |                                                        |
| الناتج المحلي الإجمالي للفرد دولار أمريكي                 | 7.82 ألف       |                                                        |
| مؤشر التنمية البشرية                                      | 0.605          | 0.914                                                  |
| رمز المكالمات الدولي                                      | +975           | +64                                                    |
| رمز الإنترنت                                              | .bt            | .nz                                                    |
| المنطقة الزمنية                                           | ت ع م+06:00    | ت ع م+13:00، ت ع م+12:00                               |

## منظمات دولية مشتركة
يشترك البلدان في عضوية مجموعة من المنظمات الدولية، منها:
| علم المنظمة | اسم المنظمة                        | تاريخ انضمام بوتان | تاريخ انضمام نيوزيلندا |
| ----------- | ---------------------------------- | ------------------ | ---------------------- |
|             | بنك التنمية الآسيوي                | 1982               | 1966                   |
|             | مؤسسة التنمية الدولية              | 28 سبتمبر 1981     | 1 أكتوبر 1974          |
|             | يونسكو                             | 13 أبريل 1982      | 4 نوفمبر 1946          |
|             | وكالة ضمان الاستثمار متعدد الأطراف | 21 أكتوبر 2014     | 22 أبريل 2008          |
|             | الأمم المتحدة                      | 21 سبتمبر 1971     | 24 أكتوبر 1945         |
|             | الاتحاد البريدي العالمي            | ?                  | ?                      |
|             | البنك الدولي للإنشاء والتعمير      | 28 سبتمبر 1981     | 31 أغسطس 1961          |
|             | الاتحاد الدولي للاتصالات           | 15 سبتمبر 1988     | 3 يونيو 1878           |
|             | منظمة حظر الأسلحة الكيميائية       | ?                  | ?                      |
|             | مؤسسة التمويل الدولية              | 1 ديسمبر 2003      | 31 أغسطس 1961          |
|             | منظمة الشرطة الجنائية الدولية      | ?                  | ?                      |

## وصلات خارجية
- موقع وزارة الخارجية البوتانية
- موقع وزارة الخارجية النيوزيلندية